# Losiná
Losiná là một làng thuộc huyện Plzeň-město, vùng Plzeňský, Cộng hòa Séc.